# Щербак Валерій Віталійович
Валерій Віталійович Щербак (народився 27 липня 1953 року в Сніжному) — генерал-майор ПДВ СРСР та РФ, начальник Рязанського повітрянодесантного командного училища в 1995—2001 роках.

## Біографія
Народився 27 липня 1953 року у місті Сніжне Сталінської області (Донецька область) в сім'ї шахтаря. 1975 року закінчив Київське вище танкове інженерне училище, пізніше проходив службу на різних посадах у повітрянодесантних військах. Командував взводом 234-го гвардійського парашутно-десантного полку, потім ротою, служив у 76-ій десантно-штурмовій дивізії. Брав участь в Афганській війні в складі ОКРВА, в 1981—1983 роках командував 3-м батальйоном 350-го гвардійського парашутно-десантного полку. 1982 року командував у Фарасі.
Закінчив Військову академію імені М. В. Фрунзе, де навчався разом з Володимиром Шамановим. Пізніше закінчив Військову академію Генерального штабу. Командував 337-м гвардійським парашутно-десантним полком 104-ї гвардійської повітрянодесантної дивізії, в 1990—1993 роках — самою дивізією, коли вона знаходилася в Кіровабаді. Брав участь у виведенні 104-ї дивізії з Азербайджану до Росії: за його словами, на проводи дивізії прийшли школярі з батьками, а також архієпископ Бакинський і Азербайджанський Олександр.
З 17 грудня 1995 р. по 17 грудня 2001 р. — начальник Рязанського повітрянодесантного командного училища, в 1996—2001 роках — начальник Рязанського гарнізону.
За станом на 2006 рік був власником автосалону в Рязані.